# Diamonds for Breakfast
Diamonds for Breakfast (с англ. — «Бриллианты на завтрак») — четвёртый студийный альбом французской певицы Аманды Лир, выпущенный в 1980 году западногерманским лейблом Ariola Records. Альбом имел коммерческий успех, с него было выпущена два европейских хита-сингла: «Fabulous (Lover, Love Me)» и «Diamonds».

## Об альбоме
Запись альбома началась в 1979 году в Мюнхене, Германия. Опять же, Аманда написала почти все тексты и работала с немецким продюсером и композитором Энтони Монном. Однако в результате изменения тенденций в индустрии и личных музыкальных предпочтений Аманды, альбом сместился от простой диско-музыки к поп-року, а сама Лир отказалась от своей принадлежности к диско и образу «королевы диско». Певица объяснила название альбома в примечаниях к вкладышу, бриллианты она сравнила с «каждой слезой, каждым разочарованием, каждой сердечной болью (…), хорошим и плохим опытом, удовольствием и болью». Далее она сказала, что жалеет «людей без чувств, у них нет бриллиантов на завтрак».
Портрет Лир на обложке альбома с бриллиантовыми слезами, стекающими по щеке, примечателен в истории искусства и дизайна тем, что это было одно из первых крупных заданий французских фотографов Пьера и Жиля.
«Fabulous (Lover, Love Me)», выпущенный в качестве ведущего сингла в 1979 году, был хитом в Швеции, достигнув первой десятки, в других странах он выступил менее удачно. Второй сингл, «Diamonds», также был коммерчески успешным, лучше всего показав себя в Норвегии, достигнув первой десятки. Ещё три сингла были выбраны для разных территорий: «When» был выпущен в Швеции, «Ho fatto l’amore con me» в Италии и Франции, а «Japan» был выбран для японского рынка.
Альбом ждал коммерческий успех в Скандинавии, где он достиг топ-10 в чартах Норвегии и Швеции, тем не менее, в Германии, где до этого Лир показывала отличные результаты, он даже не вошёл в топ-40.
Права на бэк-каталог Ariola-Eurodisc в настоящее время принадлежат Sony BMG. Как и большинство альбомов Аманды эпохи Ariola Records, Diamonds for Breakfast не получил официального переиздания CD, за исключением российских бутлегов.

## Список композиций
| №  | Название                               | Автор(ы)                              | Длительность |
| -- | -------------------------------------- | ------------------------------------- | ------------ |
| 1. | «Rockin' Rollin' (I Hear You Nagging)» | Энтони Монн, Аманда Лир               | 3:05         |
| 2. | «I Need a Man»                         | Энтони Монн, Дитер Каволь, Аманда Лир | 3:40         |
| 3. | «It’s a Better Life»                   | Энтони Монн, Аманда Лир               | 4:30         |
| 4. | «Oh Boy»                               | Энтони Монн, Аманда Лир               | 4:30         |
| 5. | «Insomnia»                             | Чарли Риканек, Аманда Лир             | 3:15         |

| №  | Название                    | Автор(ы)                            | Длительность |
| -- | --------------------------- | ----------------------------------- | ------------ |
| 1. | «Diamonds»                  | Энтони Монн, Аманда Лир             | 4:55         |
| 2. | «Japan»                     | Энтони Монн, Аманда Лир             | 3:15         |
| 3. | «Fabulous (Lover, Love Me)» | Райнер Пич, Аманда Лир              | 5:25         |
| 4. | «Ho fatto l’amore con me»   | Кристиано Мальджольо                | 3:15         |
| 5. | «When»                      | Райнер Пич, Энтони Монн, Аманда Лир | 3:25         |

## Чарты
| Чарт (1980)                   | Высшая позиция |
| ----------------------------- | -------------- |
| Австрия (Ö3 Austria)          | 11             |
| Германия (Offizielle Top 100) | 43             |
| Норвегия (VG-lista)           | 10             |
| Швеция (Sverigetopplistan)    | 4              |